# Matthias Müller (Politiker)
Matthias Müller (* 1992) ist ein Schweizer Politiker. Von 2019 bis 2024 war er Präsident der Jungfreisinnigen Schweiz (JFS).

## Politik
Von 2016 bis 2019 war Matthias Müller Vize-Präsident der Jungfreisinnigen Schweiz. Ende 2019 wurde er zum Präsidenten gewählt und löste Andri Silberschmidt ab. 2024 legte er sein Amt nieder; Jonas Lüthy trat die Nachfolge an. In der FDP gehört Müller zum rechten Parteiflügel, der den ökologischen Kurs der damaligen FDP-Präsidentin Petra Gössi kritisierte. Als Präsident des «Lex Netflix»-Referendumskomitees bekämpfte er eine Änderung des Filmgesetzes, dergemäss Streamingdienste 4 % des in der Schweiz erzielten Umsatzes in schweizerisches Filmschaffen reinvestieren müssen. Er war im Initiativkomitee der Renteninitiative, die das Rentenalter auf 66 Jahre anheben und dann an die Lebenserwartung koppeln will. Er ist im Vorstand der FDP und auch deren Beisitzer im Kreis 11 von Zürich.

## Biographie
Müller wuchs in Merenschwand im Aargau in einem mittelständischen Haushalt auf. Sein Vater ist Versicherungsangestellter. Seine Mutter, die als Iranerin vor dem religiösen Regime nach Paris floh, studierte Literatur und spricht mit ihm Französisch. Nach der Matura absolvierte Müller ein Studium der Rechts- und Wirtschaftswissenschaften in St. Gallen. Danach arbeitete er als wissenschaftlicher Assistent des Lehrstuhls für Privat- und Wirtschaftsrecht an der Universität Zürich. Er promovierte im Übernahmerecht und ist als Rechtsanwalt tätig.